# Schematiza hispiformis
Schematiza hispiformis là một loài bọ cánh cứng trong họ Chrysomelidae. Loài này được Clark miêu tả khoa học năm 1864.